# Giova Selly
Giova Selly, nom de plume de Giova Lavalle, née le 15 septembre 1934 à Lyon dans le département du Rhône, est une écrivaine française, auteure de roman policier et de littérature d'enfance et de jeunesse.

## Biographie
Elle fait des études universitaires et obtient une maîtrise de philosophie et d'ethnologie, puis tente une carrière au théâtre lyrique et comme chanteuse de cabaret, avant de se consacrer entièrement à l'écriture.
Elle publie une multitude de nouvelles sentimentales dans des magazines féminins comme Bonnes Soirées, Nous Deux ou Confidences.
En 1969, elle fait paraître son premier roman, Chère Élise. En 1976, elle se lance dans le genre policier avec Piège à la une, paru dans la collection Spécial Police du Fleuve noir. Elle fait paraître neuf romans dans cette collection avant d'écrire quelques romans historiques pour la collection « Les Drames de l'histoire », des romans d'amour et de la littérature d'enfance et de jeunesse.

## Œuvre

### Romans

#### Romans policiers
- Piège à la une, Fleuve noir, coll. « Spécial Police » no 1229 (1976)
- Trois cloches pour un joyeux Noël, Fleuve noir, coll. « Spécial Police » no 1418 (1978)  (ISBN 2-265-00703-X)
- En noir et en couleurs, Fleuve noir, coll. « Spécial Police » no 1470 (1979)  (ISBN 2-265-00909-1)
- Le spectacle est à l'entracte, Fleuve noir, coll. « Spécial Police » no 1503 (1979)   (ISBN 2-265-01053-7)
- Des morts sans importance, Fleuve noir, coll. « Spécial Police » no 1515 (1979)  (ISBN 2-265-01105-3)
- Attention la bête !, Fleuve noir, coll. « Spécial Police » no 1548 (1979)  (ISBN 2-265-01213-0)
- La Chasse au petit salé, Fleuve noir, coll. « Spécial Police » no 1603 (1980)  (ISBN 2-265-01452-4)
- Cache-cadavre, Fleuve noir, coll. « Spécial Police » no 1771 (1982)  (ISBN 2-265-02153-9)
- Requiem pour un tricheur, Fleuve noir, coll. « Spécial Police » no 1857 (1984)  (ISBN 2-265-02511-9)

#### SérieLes Dieux familiers
- Les Dieux familiers, Fleuve noir (1982)  (ISBN 2-265-01970-4)
- Le temps d'ailleurs, Fleuve noir (1983)  (ISBN 2-265-02413-9)

#### Autres romans
- Chère Élise, Fleuve noir (1969)
- Un empereur pour Élise, Fleuve noir (1970), réédition Fleuve noir (1984)  (ISBN 2-265-02845-2)
- Les Lauriers de la liberté, Fleuve noir (1975)
- L'Oriental, Fleuve noir (1977)  (ISBN 2-265-00402-2)
- Yousouf, le cavalier du désert, Éditions Albin Michel (1990)  (ISBN 2-226-04127-3), réédition Éditions de la Seine, coll. « Succès du livre » (1993)  (ISBN 2-7382-0607-7)
- Chouans de Touraine, Fleuve noir, coll. « Les Drames de l'histoire » no 7 (1992)  (ISBN 2-265-04776-7)
- La Veuve de Belgrade, Fleuve noir, coll. « Les Drames de l'histoire » no 10 (1992)  (ISBN 2-265-04844-5)
- Retour à Tahiti, J'ai Lu, coll. « Escale romance » no 6956 (2005)  (ISBN 2-290-34662-4)
- Rencontre au pays Kmer, J'ai Lu, coll. « Escale romance » no 7521 (2005)  (ISBN 2-290-34250-5)
- Mystères et faits divers à la cour, Hachette Loisirs (2011)  (ISBN 978-2-01-230345-4)
- Dans la tourmente, Édilivre (2013)  (ISBN 978-2-332-61703-3)

### Littérature d'enfance et de jeunesse
- Gaufres, manèges et pomme d’amour, Pocket Jeunesse (2001) coll. « Toi + moi = cœur » no 11  (ISBN 2-266-10428-4), Pocket Junior no 702
- L'Amour sans trucage, Pocket Jeunesse, coll. « Toi + moi = cœur » no 16 (2002)  (ISBN 2-266-11519-7), Pocket Junior no 780
- Welcome l'amour, Pocket Jeunesse, coll. « Toi + moi = cœur » no 24 (2003)  (ISBN 2-266-12096-4), Pocket Junior no 838
- Confidences d'un été, Pocket Jeunesse, coll. « Toi + moi = cœur » no 33 52004°  (ISBN 2-266-12872-8), Pocket Junior no 1018

### Autres ouvrages
- Prostitution, portes ouvertes,  le Carrousel-Fleuve noir (1986) coécrit avec Claude Godfryd  (ISBN 2-265-03221-2)

## Sources
: document utilisé comme source pour la rédaction de cet article.
- Claude Mesplède (dir.), Dictionnaire des littératures policières, vol. 2 : J - Z, Nantes, Joseph K, coll. « Temps noir », 2007, 1086 p. (ISBN 978-2-910-68645-1, OCLC 315873361), p. 749.